# Grand Prix national de la photographie
Le grand prix national de la photographie est un prix français décerné par le ministère de la Culture de 1978 à 1997 à un photographe installé en France, pour l'ensemble de son œuvre. 
Ce prix, institué en 1978, n'est plus attribué. Il a été remplacé par un « grand prix national des arts visuels », créé par un arrêté du 12 mai 1998.

## Lauréats
- 1978 - Brassaï
- 1979 - Willy Ronis
- 1980 - Gisèle Freund
- 1981 - Henri Cartier-Bresson
- 1982 - André Kertész
- 1983 - Robert Doisneau
- 1984 - Édouard Boubat
- 1985 - Guy Bourdin (prix refusé)
- 1986 - William Klein
- 1987 - Josef Koudelka
- 1988 - Bernard Plossu
- 1989 - Bernard Faucon
- 1990 - Helmut Newton
- 1991 - Raymond Depardon
- 1992 - Jeanloup Sieff
- 1993 - Georges Rousse
- 1994 - Sebastião Salgado
- 1995 - Sarah Moon
- 1996 - Jean-Paul Goude
- 1997 - pas de prix